# مايك هودجز (مدير فني)
مايك هودجز (بالإنجليزية: Mike Hodges)‏ هو مدير فني أمريكي، ولد في 14 نوفمبر 1945.